# Panal
Panal gehört zu den älteren französischen Volumen- und Fruchtmaßen. Anwendung fand es in Marseille. 
- 1 Pannal = 4 Civadiers = 8 Picotiens = etwa 19,35 Liter
- 1 Charge/Last (alte) = 8 Panaux = 32 Civadiers = 64 Picotins = 7803,34 Kubikzoll = 154 4/5 Liter (154,8 Liter)[1]
- 1 Charge (neue) = 8 Panaux = 32 Civadiers = 64 Picotins = 8066 Kubikzoll = 160 Liter[2]